# Gracilinanus agilis
Gracilinanus agilis là một loài động vật có vú trong họ Didelphidae, bộ Didelphimorphia. Loài này được Burmeister mô tả năm 1854.